# Remetea (gmina w okręgu Harghita)
Remetea – gmina w Rumunii, w okręgu Harghita. Obejmuje miejscowości Făgețel, Martonca, Remetea i Sineu. W 2011 roku liczyła 6165 mieszkańców.